# 张毅 (1894年)

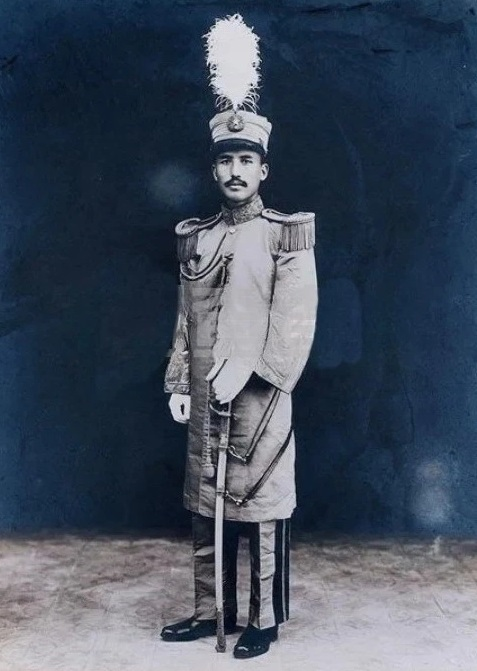
张毅

张毅（1894年—1927年1月），字仁甫，河北滄縣人，中華民國大陸時期福建军阀。1923年—1926年，割据漳州一带。雖出身北洋軍閥，但曾投向多個派系，在被國民革命軍擊敗後，被蒋介石下令枪决。

## 生平
张毅早期的生平不明，僅確定家鄉河北人投入軍職，最初為陸軍第四鎮第七協第十四標第三營右隊之士兵，被該隊隊官張廣漢提拔成為隊官護兵，後隨著該部隊調動至福建省。在福建省駐紮時，民國四年（1915）7月，進入福建鎮守使李厚基開辦的福建陸軍隨營學校接受軍官教育，民國六年（1917）畢業。
畢業後，張毅被編入李厚基由第七旅駐福建部隊改組的成立的福建陸軍第一旅。擔任該旅第四獨立團中校團附。李厚基在福建的統治在民國十一年（1922）六一六事變後，支持孫中山的許崇智將北伐部隊開入福建，瓦解李厚基的統治，李本人也遭到解職。在上層分崩離析的情況下，由於張毅的同鄉宗族中有張繼在孫中山麾下任職的關係，張毅和當時的廣東政府取得聯繫，並得到投誠整編的許諾。
張毅以此為基礎，收攏集結李厚基在福建未能撤離部分殘部擴大軍力，將部隊改名為東路討賊軍第十三旅，名義上受東路討賊軍總司令許崇智指揮，駐紮福建同安，實際控制了廈門、漳州一帶。
孫中山與陳炯明轉為敵對狀態後，也影響了許崇智麾下部隊將領的態度，其中東路討賊軍第一軍軍長黄大伟在民國十二年（1923）5月轉投靠陳炯明，黃大偉在叛離孫中山時，拉攏了張毅，並續諾給予了「閩粵邊防軍第一師」師長職務。黃大偉在投靠陳炯明時，被許諾的職務為「潮汕邊防督辦」，張毅在加入黃大偉陣營後，將部隊從同安轉移到漳州。成为黃大偉組成的“联军办事处”政权的支柱之一。
由於陳炯明實力遭到削弱，使得張毅很快的決定脫離黃大偉陣營，加上與黃大偉合夥的賴世璜、劉志陸等人在民國十三年（1924）1月遭到臧致平給擊敗，同年2月，張毅決定投靠開入福建的五省聯軍，並與福建督办周荫人聯繫投誠，孫傳芳任命張毅為廈門鎮守使兼福建陸軍第1師師長。
雖然獲得了廈門鎮守使一職，但是同時孫傳芳與中華民國海軍達成共識，決定由楊樹莊控制廈門，因此張毅無法進入廈門擴大地盤。但由於臧致平被周荫人給擊敗，因此張毅繼續維持著他在漳州一代的地盤，在原先的地方對手都退場後，張毅將师部设在原汀漳龙道署。4月15日，张毅部在漳州马坪街（今延安南路）开设农工银行；在巷口设鼓铸所，铸造仿广东的双角银辅币；设防务局，勒征地税；设鸦片烟馆，并征罂粟税和鸦片税；设妓馆、赌场，征花捐和赌捐。
民國十五年（1926），國民革命軍北伐開始後，控制地盤位於福建南部的張毅成為與國民政府衝突之前線。张毅下令向漳州各县预征民国十五年（1926年）至民国十九年（1930年）的5年田赋，至9月17日，运走搜刮的民财还剩280余万银元。同年9月，周蔭人發起向廣東省的進攻作戰，張毅擔任東路部隊，進軍路線定為漳浦、平和、雲霄等地南下廣東饒平。
在10月初松口戰鬥後，周蔭人指揮的中路軍遭到國民革命軍重創。因此進軍計畫無法持續，10月11日，第三次漳州戰鬥中，国民革命军独立第四师张贞部攻入云霄县，张毅決定沿著原路自平和、漳浦撤回漳州。由於福建省軍呈現分崩離析，張毅決定捨棄漳州一帶的控制地盤，北上福州，進入孫傳芳控制區尋求保護。11月17日，张毅率軍撤离漳州北上。
然而因為張毅在漳州的治理惡名在外，且非福建省裔，對當地軍隊來說為「外軍」，使得福建省在地部隊頻繁的對其部隊發起追擊，期間進行了第三次泉州戰鬥。11月30日，張毅部隊在渡過烏龍江之際，遭到與國民政府達成收編共識的中華民國海軍攔截，駐福州的第一艦隊司令官陳季良率艦控制烏龍江，使張毅無法率部隊渡河，在率部隊向西沿河而上的期間，12月2日福州城防司令李春生向國民革命軍投降，斷絕了張毅部隊北上的可能性。
在無力遁逃的情況下，12月5日，张毅向何应钦投降后。蒋介石给张毅的待遇很高，但是国民党军队派系严重，下级军官对张毅的兵各种欺压，张毅手下兵多次到张毅面前告状，张毅遂决定再次起兵造反。蒋介石得到消息后，下令将张毅秘密枪决

## 家庭
张毅成家后育有一子，名为张承志。起名的初衷是希望儿子继承自己的志向。
张毅去世后其子张承志随母亲移居天津，张承志与第一位夫人并没能留下子嗣，夫人也因难产而离世。张承志的第二位夫人是冯国璋的孙女冯维，两人育有四男一女，取名为张星、张迁、张宏、张扬、张杰。张毅的后人至今多数仍生活在天津。

## 造币

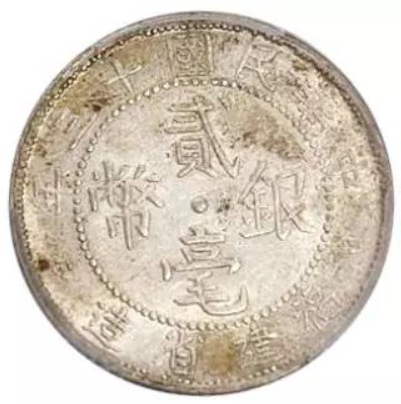
漳州双毫

1924年，張毅與台灣商人陳長福、陳長庚等合夥，在漳州城區大路頭設立信託公司。並以銀元改鑄「福建省造」銀輔幣，這種兩角的銀輔幣（史称“漳州双毫”）製作不精，其成色開始為銀七銅三，但很快就減為銀三銅七，市民以其質劣多不收用。1927年，福建漳州造幣廠鑄造革命軍東路總指揮入閩紀念幣；張毅在漳州城區大路頭造幣廠鑄造的民國十三年劣質2毫銀幣，貶值為16枚才換銀元1枚。張毅統治漳州3年余，鑄銀毫獲巨利，而漳州地区民眾受害不淺。